# Ligny-en-Barrois
Ligny-en-Barrois é uma comuna francesa na região administrativa do Grande Leste, no departamento de Meuse. Estende-se por uma área de 32.7 km², e possui 4.043 habitantes, segundo o censo de 2018, com uma densidade de 120 hab/km².